# Peter Duncan (regista)
Peter Duncan (Sydney, 8 settembre 1964) è un regista e sceneggiatore australiano.
Il suo film Passion ha partecipato al Festival cinematografico internazionale di Mosca 1999 

## Filmografia parziale
- Figli della rivoluzione (Children of the Revolution) (1996)
- Con un po' d'anima (A Little Bit of Soul) (1998)
- Passion (1999)
- Hell Has Harbour Views (2005)
- Unfinished Sky (2007)
- Rake - serie televisiva (2010-2018)